# YahSat 1A
O YahSat 1A (Y1A) é um satélite de comunicação geoestacionário construído pela EADS Astrium, ele está localizado na posição orbital de 52,5 graus de longitude leste e é operado pela Al Yah Satellite Communications. O satélite foi baseado na plataforma Eurostar-3000 e sua expectativa de vida útil é de 15 anos.

## Lançamento
O satélite foi lançado com sucesso ao espaço no dia 22 de abril de 2011 às 21:37 UTC, por meio de um veículo Ariane-5ECA a partir do Centro Espacial de Kourou, na Guiana Francesa, juntamente com o satélite New Dawn. Ele tinha uma massa de lançamento de 5 965 kg.

## Capacidade e cobertura
O YahSat 1A é equipado com 14 transponders em banda C, 25 em banda Ku e 21 em banda Ka para fornecer cobertura DTH no Oriente Médio, África, Europa e Sudeste Asiático.